# Bregmaceros mcclellandii
Espèce
Bregmaceros mcclellandii est une espèce de poisson vivant dans l'océan Indien et l'ouest de l'océan Pacifique.